# Van Andel Arena
«Ван Андел Арена» (англ. Van Andel Arena) — многофункциональная арена, расположенная в городе Гранд-Рапидс, штат Мичиган, США. Открытие арены состоялось 8 октября 1996 года. Является домашней ареной «Гранд-Рапидс Гриффинс» из Американской хоккейной лиги и «Гранд-Рапидс Голд» из Джи-Лиги НБА.
«Ван Андел Арена», вмещающая 10 834 зрителей для хоккея с шайбой и до 13 184 зрителей для концертов, является четвёртой по величине ареной в Мичигане, а также крупнейшей в Западном Мичигане; больше только «Литтл Сизарс-арена» в Детройте, «Центр студенческих мероприятий имени Джека Бреслина» в Ист-Лансинге и «Крайслер-центр» в Анн-Арборе.